# 阿塔馬尼亞的阿密南德
阿密南德，前三世紀初人物，是伊庇魯斯南部阿塔馬尼亞的國王。
羅馬共和國在第一次馬其頓戰爭中與馬其頓國王腓力五世對抗，前208年戰爭中，阿密南德首次出現在歷史舞台，他充當中間人試圖調解雙方糾紛。
當第二次馬其頓戰爭即將爆發之刻，羅馬告知阿密南德羅馬的企圖，於是阿密南得親自來到羅馬軍營並承諾會協助羅馬這一方，他還受到羅馬人委託協助與埃托利亞同盟結盟。前198年，阿密南德占領了玻卡（Phoca）、貢斐（Gomphi）並掠奪劫掠色薩利。之後，他出席腓力五世和羅馬提圖斯·昆克蒂烏斯·弗拉米寧的會議，並在這段短暫的停戰期，弗拉米寧派他前去羅馬城。在庫諾斯克法萊戰役後，阿密南德再度出席和談會議，和約中阿密南德可以保留從腓力五世手中奪來的城鎮。
然而，當羅馬逐漸與塞琉古國王安條克三世關係惡化，阿密南德卻受到邁加洛波利斯的腓力勸誘，加入了塞琉古陣營。羅馬-敘利亞戰爭爆發，前191年阿塔馬尼亞王國遭到羅馬盟友馬其頓腓力五世攻擊，阿密南德帶著妻小被迫流亡，並逃至埃托利亞同盟安布拉基亞避難。羅馬要求埃托利亞同盟交出阿密南德，但此條件最終埃托利亞人沒有接受。有了埃托利亞人的協助，阿密南德得以收復他的王國。最後阿密南德派使者去見當前在小亞細亞的大西庇阿，希望能與羅馬和談，大西庇阿接受這項提議，阿密南德後來還勸告安布拉基亞人投降羅馬。關於他逝世的情形沒有任何記載。
阿密南德的妻子名為阿帕瑪，她是邁加洛波利斯的亞歷山大之女。

## 來源
- 威廉·史密斯，《希腊羅馬的神話和傳記辭典》